# Galium abaujense
Galium abaujense Borbás, у т. ч. Galium carpaticum Klokov, Galium polonicum Blocki — вид квіткових рослин родини маренових (Rubiaceae).

## Біоморфологічна характеристика
Це багаторічний напівчагарник.

## Поширення
Ендемік Карпат: Словаччина, Угорщина, Польща, Україна.
Galium carpaticum Klokov в Україні росте у лісах — у Карпатах.